# Владимировка (Кораблинский район)
Влади́мировка — населённый пункт в Бобровинском сельском поселении Кораблинского района Рязанской области. 

## География
Находится в 11 километрах от районного центра, на берегу реки Молвы. Основана не ранее 1906 года.

## Население
| 2010 |
| ---- |
| 14   |

## Инфраструктура
В деревне находятся летняя ферма и свинотоварная ферма ООО «Пламя». Ранее действовала средняя школа.